# Monastère de Samtavro
Le monastère de Samtavro (en géorgien სამთავროს მონასტერი) est un monastère chrétien composé de l'église de la transfiguration et du couvent Sainte-Nino. Il est situé en Géorgie, près de la ville de Mtskheta, dans la vallée de la Mtkvari, à une trentaine de kilomètres de Tbilissi, la capitale.

## Histoire
La première église est construite au IVe siècle par le roi Mirvan III d'Ibérie. Le bâtiment actuel date du XIe siècle sous le règne de Georges Ier de Géorgie.